# 1936 Lugano
1936 Lugano (1973 WD) là một tiểu hành tinh vành đai chính được phát hiện ngày 24 tháng 11 năm 1973 bởi P. Wild ở Zimmerwald.